# マーバルパートナーズ
株式会社マーバルパートナーズは、かつて存在した日本の経営コンサルティング会社。企業への戦略アドバイザリー、M&Aアドバイザリー、ファイナンスアドバイザリーを提供していた。2016年にPwCアドバイザリー合同会社と経営統合した。

## 沿革
一般的な総合系コンサルティングファームではM&Aの各フェーズ（プレM&A、エグゼキューション、ポストM&A・PMI）にて担当が分社化ないし部門分けされているのに対し、当社は各コンサルタントが全工程をカバーすることにより、局所最適を回避して全体最適に繋げることを目指している。業務内容は「戦略立案」「投資判断」「M&A後の価値創造」を三つの軸とし、企業の売却支援、買収防衛策の立案なども手掛ける。
旧・デロイトトーマツグループ及びアビームコンサルティングの戦略立案・M&Aアドバイザリー部門を母体とする。2001年のエンロン事件により監査法人とグループ内のコンサルティングの関係性整理が求められる中、2003年に同グループの国内コンサルティング機能がアビームコンサルティング株式会社として分離した。その後、日本国内におけるM&A関連業務の増加への対応や、利害関係の衝突するM&Aに際し仲介に入るコンサルティング会社の独立性確保のため、アビームコンサルティングから上記部門が2005年にアビームM&Aコンサルティング株式会社として分離され、更にITコンサルティング色の強かったアビームグループから2012年に独立した。
2014年12月30日付でブレイン・アンド・キャピタル・ホールディングス株式会社が従来保有していた当社株式をプライスウォーターハウスクーパースに譲渡する契約が締結され、同社のグローバルネットワークに加わる。2015年に社名をプライスウォーターハウスクーパース マーバルパートナーズ株式会社に変更した。
2016年3月、社名をプライスウォーターハウスクーパース マーバルパートナーズ合同会社に変更。同年4月、PwCアドバイザリー合同会社との経営統合により消滅。

## 主な実績
- 三洋電機の外資投資銀行、日系ファンドなどに対する大規模増資及びパナソニックとの経営統合におけるフィナンシャルアドバイザリー
- 産業再生機構によるダイエーへの投資判断に関わるビジネスデューデリジェンス
- カネボウの再生に向けたビジネスデューデリジェンス、再生支援

## 書籍
- M&Aを成功に導くビジネスデューデリジェンスの実務（中央経済社　アビームM&Aコンサルティング編）
- 三角合併がよ～くわかる本（秀和システム）